# Freie-Partie-Weltmeisterschaft 1928

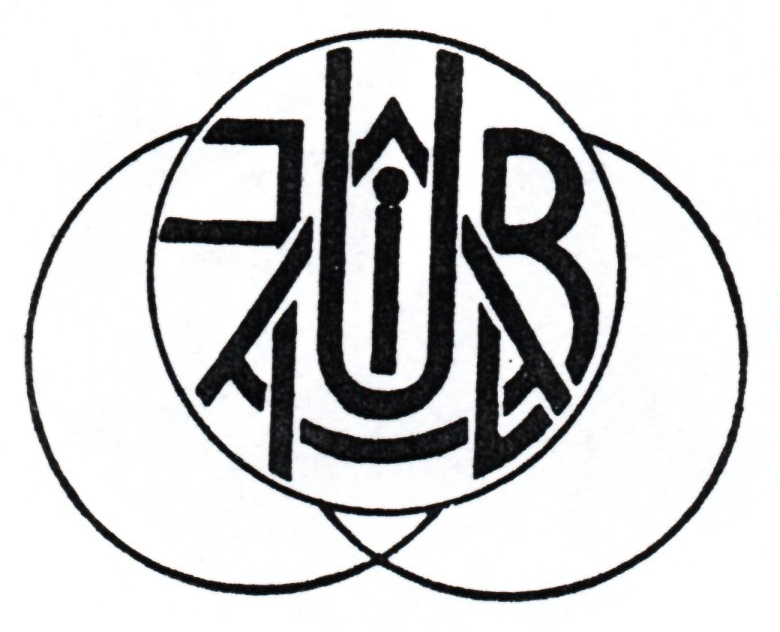
Logo UIFAB (ausrichtender Verband)

Veranstaltungsort: Basel

Die Freie-Partie-Weltmeisterschaft 1928 war die erste UIFAB-Weltmeisterschaft in der Freien Partie. Das Turnier fand vom 12. bis zum 15. April in Basel in der Schweiz statt.

## Geschichte
Nachdem bis 1926 nur Cadre 45/2 und 45/1 Weltmeisterschaften ausgetragen wurden, entschied sich die UIFAB auf ihrer Generalversammlung 1927 in Köln auch andere Disziplinen des Billardsports zu Weltmeisterschaften zuzulassen. In Basel ging es um die Freie Partie. Hier war der zur damaligen Zeit größte Allrounder, der Ägypter Edmond Soussa, der große Favorit. Der Schweizer Rudolphe Agassiz hatte kurz vor der Weltmeisterschaft mit dem neuen Schweizer Rekord von 31,25 im Generaldurchschnitt die nationale Meisterschaft gewonnen und rechnete sich auch gute Chancen auf den Titel aus. Durch eine Niederlage gegen den Franzosen Emile Sicard mit 458:500 in mäßigen 26 Aufnahmen waren seine Hoffnungen aber früh im Turnier stark reduziert. In seinem Match gegen Soussa hatte er bei seiner 215:500-Niederlage in 14 Aufnahmen aber auch keine Chance. Am Ende des Turniers gewann der Ägypter die Weltmeisterschaft ganz überlegen mit allen Turnierrekorden.

## Turniermodus
Das ganze Turnier wurde im Round Robin System gespielt. Bei Punktegleichstand wird in folgender Reihenfolge gewertet:
1. MP = Matchpunkte
2. GD = Generaldurchschnitt
3. HS = Höchstserie

## Abschlusstabelle
| MP    | Match Points (Sieger = 2; Unentschieden = 1; Verlierer = 0) |
| Pkte. | Erzielte Karambolagen                                       |
| Aufn. | Benötigte Versuche                                          |
| GD    | Generaldurchschnitt                                         |
| BED   | Bester Einzeldurchschnitt eines Spielers                    |
| HS    | Höchstserie                                                 |
|       | Bester GD des Turniers                                      |
|       | Bester ED des Turniers                                      |
|       | Beste HS des Turniers                                       |
|       | 1. Platz (Gold)                                             |
|       | 2. Platz (Silber)                                           |
|       | 3. Platz (Bronze)                                           |

| Platz                      | Name                   | MP   | Pkte. | Aufn. | GD    | BED   | HS  |
| -------------------------- | ---------------------- | ---- | ----- | ----- | ----- | ----- | --- |
| 1                          | Edmond Soussa          | 10:0 | 2500  | 82    | 30,48 | 45,45 | 274 |
| 2                          | Rudolphe Agassiz       | 6:4  | 2173  | 121   | 17,81 | 29,41 | 209 |
| 3                          | Emile Sicard           | 6:4  | 2155  | 184   | 11,71 | 18,51 | 141 |
| 4                          | Raimundo Vives         | 4:6  | 1559  | 154   | 9,99  | 17,24 | 182 |
| 5                          | Hans Jenny             | 2:8  | 1639  | 185   | 8,85  | 9,43  | 64  |
| 6                          | Augustus David Brandts | 2:8  | 1415  | 186   | 7,60  | 8,47  | 92  |
| Turnierdurchschnitt: 12,54 |                        |      |       |       |       |       |     |